# Albibarbefferia grandis
Albibarbefferia grandis là một loài ruồi trong họ Asilidae. Albibarbefferia grandis được Hine miêu tả năm 1919. Loài này phân bố ở vùng Tân Bắc giới.